# المنغف (فرع العدين)

تعديل مصدري - تعديل

المنغف محلة تابعة لقرية الحبيل، التابعة لعزلة المزاحن بمديرية فرع العدين إحدى مديريات محافظة إب في الجمهورية اليمنية، بلغ تعداد سكانها 304 حسب تعداد اليمن لعام 2004.